# Жарка клима
Жарка клима је клима чије су средње месечне температуре у распону од 25 до 30 °. То се односи на просторе око екватора и области северно и јужно од истог. Овде првенствено спадају екваторијална, субекваторијална и тропска клима.